# Pseudoplexippus
Pseudoplexippus Caporiacco, 1947 è un genere di ragni appartenente alla famiglia Salticidae.

## Etimologia
Il nome deriva dal prefisso greco ψεῦδο-, psèudo-, dal significato di falso, ambiguo e dal genere Plexippus, con cui può essere confuso per varie somiglianze.

## Distribuzione
L'unica specie oggi nota di questo genere è stata rinvenuta in Tanzania.

## Tassonomia
A dicembre 2010, si compone di una specie:
- Pseudoplexippus unicus Caporiacco, 1947[2] — Tanzania